# Bollungssjön
Bollungssjön är en sjö i Vänersborgs kommun i Dalsland och ingår i Göta älvs huvudavrinningsområde. Sjön är 4,5 meter djup, har en yta på 0,905 kvadratkilometer och är belägen 77,5 meter över havet.

## Delavrinningsområde
Bollungssjön ingår i det delavrinningsområde (649818-128666) som SMHI kallar för Utloppet av Bodanesjön. Medelhöjden är 107 meter över havet och ytan är 28,29 kvadratkilometer. Räknas de 6 avrinningsområdena uppströms in blir den ackumulerade arean 109,2 kvadratkilometer. Dalbergsån (Flagerån) som avvattnar avrinningsområdet har biflödesordning 2, vilket innebär att vattnet flödar genom totalt 2 vattendrag innan det når havet efter 189 kilometer. Avrinningsområdet består mestadels av skog (71 procent). Avrinningsområdet har 2,3 kvadratkilometer vattenytor vilket ger det en sjöprocent på 8,1 procent.